# Тварі
Тварі́ — село в Україні, у Самбірському районі Львівської області. Населення становить 41 осіб. Орган місцевого самоврядування - Старосамбірська міська рада.